# Madonna (àlbum)
Madonna és l'àlbum debut de la cantant estatunidenca Madonna, llençat al mercat el 27 de juliol de 1983. La cantant va ser agafada per produir un àlbum després que a Nova York conegués a Seymour Stein, i li ensenyés el seu single "Everybody". Sire Records la va contractar per produir un àlbum. Madonna va rebutjar, després que donés algunes males idees, a les propostes de Reggie Lucas, productor de la Warner Bros.
Aquesta va contractar el seu nòvio, John "Jellybean" Benitez, perquè acabés el seu àlbum debut. Aquest noi va produir "Holiday". La majoria de les lletres de l'àlbum parlen de l'amor i les relacions amoroses.
Els crítics contemporànis han aplaudit l'àlbum, però en aquells temps Madonna va rebre algunes crítiques poc bones el 1983 quan va sortir a la venda. L'àlbum va ser el cinquè a la llista de "100 Top Millors Àlbums durant 25 Anys". L'àlbum va triomfar en les vendes, col·locant-se vuitè a Billboard 200, i a Austràlia, França,... Va ser cinc vegades àlbum "platinum" per la RIAA, per vendre més de cinc milions de còpies per tots els Estats Units. Poc després, ja havia venut més de 10 milions.
Cinc singles, van ser anomenats, com "Holiday" I "Lucky Star". "Everybody, "Burning Up" i "Borderline" també es van convertir en fenòmens.

## Promoció
Durant el 83 i el 84, va actuar en televisions i espectacles cantant les cançons del seu àlbum debut, i l'èxit següent, Like A Virgin. Més tard, la cantant va interpretar les cançons dels seus dos àlbums en el seu primer tour mundial, The Virgin Tour el 1985. El tour va ser mal criticat, però va ser un èxit comercial.

## Track List
| No. | Títol                 | Compositor/s                | Temps |
| --- | --------------------- | --------------------------- | ----- |
| 1.  | "Lucky Star"          | Madonna                     | 5:37  |
| 2.  | "Borderline"          | Lucas                       | 5:20  |
| 3.  | "Burning Up"          | Madonna                     | 3:45  |
| 4.  | "I Know It"           | Madonna                     | 3:47  |
| 5.  | "Holiday"             | Curtis Hudson, Lisa Stevens | 6:10  |
| 6.  | "Think Of Me"         | Madonna                     | 4:54  |
| 7.  | "Physical Attraction" | Lucas                       | 6:39  |
| 8.  | "Everybody"           | Madonna                     | 4:57  |